# Rosanna Munerotto
Rosanna Munerotto (Santa Lucia di Piave, 3 december 1962) is een voormalige Italiaanse atlete, die gespecialiseerd was in het langeafstandslopen en veldlopen. Zij nam tweemaal deel aan de Olympische Spelen, maar won hierbij geen medailles.

## Biografie
In 1988 maakte ze haar olympisch debuut bij de Olympische Spelen van Seoel. Ze kwam uit op de 10.000 m en eindigde hierbij op de veertiende plaats. Vier jaar later op de Olympische Spelen van Barcelona drong ze opnieuw door tot de finale. Ditmaal moest ze genoegen nemen met een zestiende plaats.
Haar beste prestatie behaalde ze in 1992 door een bronzen medaille te winnen bij de wereldkampioenschappen halve marathon in South Shields. Haar tijd van 1:09.38 werd alleen overtroffen door de Britse Liz McColgan (zilver; 1:08.53) en Japanse Megumi Fujiwara (zilver; 1:09.21). Een jaar later werd ze Italiaanse kampioene veldlopen en won ze de halve marathon van Milaan in 1:11.07.
In 1992 debuteerde ze op de marathon. Haar eerste wedstrijd was de marathon van Carpi, die ze meteen won in 2:29.34. Een jaar later vertegenwoordigde ze Italië op het WK marathon. Hier moest ze nog voor de finish opgeven. Bij de Europese kampioenschappen atletiek verging het haar wel beter op deze afstand en finishte ze als achtste. In 1995 won ze de marathon van Turijn in een persoonlijk record van 2:29.31.
In haar actieve tijd was ze aangesloten bij SNIA Milano.

## Titels
- Italiaans kampioene veldlopen - 1993

## Persoonlijke records
Baan
| Onderdeel | Prestatie | Datum            | Plaats    |
| --------- | --------- | ---------------- | --------- |
| 3000 m    | 8.53,00   | 3 juli 1991      | Stockholm |
| 5000 m    | 15.36,62  | 13 juni 1993     | Arzignano |
| 10.000 m  | 32.05,75  | 27 augustus 1991 | Tokio     |

Weg
| Onderdeel      | Prestatie | Datum             | Plaats        |
| -------------- | --------- | ----------------- | ------------- |
| halve marathon | 1:09.38   | 20 september 1992 | South Shields |
| marathon       | 2:29.31   | 23 april 1995     | Turijn        |

## Palmares

### 3000 m
- 1987:  Middellandse Zeespelen in Latakia - 9.08,54
- 1988: 4e Italië vs Oost-Duitsland in Neubrandeburg - 9.23,07
- 1988:  ITA-CAN Meeting in Cesenatico - 9.08,48
- 1991: 5e Rieti Meeting - 9.02,31

### 5000 m
- 1985: 5e Florence - 16.15,99
- 1988: 4e Golden Gala in Verona - 15.59,17

### 10.000 m
- 1984:  Bolzano - 34.27,65
- 1985:  Meeting Internazionale Femminile in Bolzano - 34.51,90
- 1988:  Campionato di Società in San Donato Milanese - 34.39,6
- 1988:  Formia Meeting - 33.13,6
- 1988:  Londen - 32.29,87
- 1988: 14e OS - 32.29,84 (in serie: 32.06,76)
- 1991: 5e Bislett Games - 32.11,00
- 1991: 15e WK - 32.44,43 (in serie: 32.05,75)
- 1992:  San Giovanni - 32.22,62
- 1992: 16e OS - 32.37,91 (in serie: 32.17,01)

### 5 km
- 1988:  Trofeo Rione Castelnuovo in Recanati - 17.57
- 1991:  Bolzano Road Race - 15.48
- 1993:  Quartu Corre in Quartu Sant' Elena - 17.22,6
- 1994: 4e Schweizer Frauenlauf in Berne - 15.49
- 1995: 4e Trofeo Sant'Agata in Catania - 15.46

### 10 km
- 1984: 4e GP Villa Lucci in Leonessa - 35.38
- 1984: 18e WK in Madrid - 35.12
- 1992:  Circuito di Molinella - 33.07
- 1998: 4e Corrida de San Fernando in Punta del Este - 33.12
- 2009: 10e Italian Masters Championships in Beinasco - 38.48

### 15 km
- 1985: 23e WK in Gateshead - 52.30
- 1986: 35e WK in Lissabon - 52.06
- 1991: 5e WK in Nieuwegein - 48.47

### halve marathon
- 1983: 4e halve marathon van Zeloforamagno - 1:18.32
- 1984:  halve marathon van Milaan - 1:18.44
- 1985:  halve marathon van San Giovanni al Natisone - 1:16.23
- 1988:  halve marathon van Ponte della Priula - 1:17.49
- 1988:  halve marathon van Palermo - 1:13.14
- 1992:  WK - 1:09.38
- 1993:  halve marathon van Milaan - 1:11.07
- 1994:  Great North Run - 1:11.29
- 1995:  halve marathon van Ostia - 1:11.36
- 1995:  halve marathon van Egna - 1:14.20
- 1996:  halve marathon van Bologna - 1:15.42
- 1997:  halve marathon van Ostia - 1:12.50
- 1999:  halve marathon van Mira - 1:13.26
- 2005: 4e halve marathon van Vittorio Veneto - 1:17.14

### marathon
- 1992:  marathon van Carpi - 2:29.34
- 1993: DNF WK
- 1994: 8e EK in Helsinki - 2:34.32
- 1995:  marathon van Turijn - 2:29.31
- 1996:  marathon van Venetië - 2:34.13
- 1997: 11e marathon van Sapporo - 2:50.07
- 2004: 19e marathon van New York - 2:47.00
- 2005:  marathon van Treviso - 2:44.30

### veldlopen
- 1984: 71e WK in East Rutherford - 17.21
- 1986: 88e WK in Colombier - 16.16,1
- 1987: 106e WK in Warschau - 18.36
- 1988: 60e WK in Auckland - 20.36
- 1989: 54e WK in Stavanger - 24.12
- 1992: 48e WK junioren in Boston - 14.49
- 1993: 29e WK in Amorebieta - 20.48
- 1995: 33e WK in Durham - 21.29
- 1996: 81e WK in Stellenbosch - 22.42